# Myrmarachne paivae
Myrmarachne paivae är en spindelart som beskrevs av Narayan 1915. Myrmarachne paivae ingår i släktet Myrmarachne och familjen hoppspindlar. Inga underarter finns listade i Catalogue of Life.